# Neoseiulella arutunjani
Neoseiulella arutunjani är en spindeldjursart som först beskrevs av Kuznetsov 1984.  Neoseiulella arutunjani ingår i släktet Neoseiulella och familjen Phytoseiidae. Inga underarter finns listade i Catalogue of Life.